# سليم محفوظ
سليم محفوظ (ولد في 19 جانفي 1942 في بباب منارة بالعاصمة وتوفي صباح يوم الأحد 30 جويلية 2017، هو ممثل تونسي.، توفي بعد صراع مع المرض، وقد كان قد اضطر خلال السنوات الأخيرة إلى الابتعاد عن الشاشة بسبب ذلك.

يعتبر سليم محفوظ من جيل المؤسسين في الحقل المسرحي، إذ ساهم في بعث أكثر من مؤسسة مسرحية في تونس العاصمة.

## أعماله
في رصيد سليم محفوظ عديد الأعمال التلفزية والمسرحية والسينمائية:

### السينما
- 1980: ليس أنا إنه هو للمخرج بيير ريتشارد.
- 1980: اللص للمخرج باسكوالي فيستا كامبانيل.
- 1982: ساعتين إلا ربع قبل الميلاد للمخرج جان ياني.
- 1982: نجمة الشمال للمخرج بيار غارنييه دوفار.
- 1984: من أين دخلت؟ لم نرك تخرج للمخرج فيليب كلار.
- 2004: الأمير للمخرج محمد الزرن.

### التلفزيون
- 1978: على الطريق للمخرج غروغ فايل (سلسلة ألمانية).
- 1992: ليام كيف الريح للمخرج صلاح الدين الصيد.
- 1994: فوازير فوانيس للمخرج رؤوف كوكة.
- 1996: الخطاب على الباب للمخرج صلاح الدين الصيد وعلي اللواتي.
- 1997: المتحدي للمخرج المنصف الكاتب.
- 1998: عشقة وحكايات للمخرج صلاح الدين الصيد.
- 1999: غالية للمخرج المنصف الكاتب.
- 2000: ريح المسك للمخرج صلاح الدين الصيد وعز الدين الحرباوي.
- 2002: قمرة سيدي المحروس للمخرج صلاح الدين الصيد.
- 2004: جاري يا حمودة للمخرج عبد الجبار البحوري.
- 2005: قهوة جلول للمخرج لطفي بن ساسي وعماد بن حميدة.
- 2005 - 2007: شوفلي حل للمخرج صلاح الدين الصيد.

### المسرح
- الحلّاج.
- ضربني وبكى.
- العفارت وفولبوني.
- السرك.
- القلاع ومبّر.
- بين نومين.
- أبو عز المغفل.
- الماريشال.
- ظلموني حبايبي.

## وصلات خارجية
- سليم محفوظ على موقع IMDb (الإنجليزية)

سليم محفوظ على قاعدة بيانات الأفلام العربية.